# Daun
Daun – powiatowe miasto uzdrowiskowe w Niemczech, w kraju związkowym Nadrenia-Palatynat, siedziba powiatu Vulkaneifel oraz gminy związkowej Daun. Miasto ze źródłami i rozlewnią wody mineralnej.
Daun jako miasto w kronikach pojawia się w roku 1337. Prawa miejskie posiada od 1346.
W pobliżu miasta znajdują się trzy jeziora wulkaniczne. W centrum Daun mieszczą się m.in. ruiny zamku oraz muzeum wulkanizmu (Vulkan-Museum). Siedzibę w Daun ma niemiecka firma TechniSat.

## Współpraca
Miejscowości partnerskie:
- Carisolo, Włochy
- Oranienbaum, Saksonia-Anhalt